# Esmerino Arruda
Esmerino Oliveira Arruda Coelho (Granja, 29 de maio de 1922 – Fortaleza, 25 de setembro de 2013) foi um médico e político brasileiro que teve atuação política no Ceará.

## Dados biográficos
Filho de Vicente Ferreira de Arruda Coelho e Iná Oliveira Arruda Coelho. Graduado em Medicina em 1946 à Universidade Federal Fluminense e cinco anos depois assumiu a direção do Hospital Geral de Bonsucesso na cidade do Rio de Janeiro. Antes de voltar ao Nordeste foi diretor da Casa de Saúde Santa Mônica e do Hospital Pedro Ernesto.
Eleito deputado federal em 1954, 1958 e 1962, esteve no PSP e depois no PST. Foi amigo pessoal de Jânio Quadros, com quem bebeu na noite anterior à sua renúncia à Presidência da República, em 1961.
Migrou rumo à ARENA quando o Regime Militar de 1964 instituiu o bipartidarismo através do Ato Institucional Número Dois. Findo o seu mandato parlamentar deixou a política sendo derrotado ao buscar um retorno à Brasília em 1974. 
Filiado ao PMDB após a reforma partidária havida no governo do presidente João Figueiredo, foi candidato a senador numa sublegenda em 1986 e terminou como suplente de Cid Saboia de Carvalho, condição à qual renunciou ao eleger-se prefeito de Granja pelo PSDB em 1988. Figurou como primeiro suplente de Sérgio Machado em 1994 e retornou à prefeitura de sua cidade natal em 2008. Em abril de 2012, enfrentando problemas de saúde, renunciou ao cargo. Faleceu em 2013.
Em 2023, por meio de projeto de autoria do então presidente da ALERJ André Ceciliano, recebeu post mortem a Medalha Tiradentes.

## Familiares na política
Seu filho, Gony Arruda, foi deputado estadual pelo Ceará e principal herdeiro de seu legado político. Além disso, Esmerino Arruda era primo de Edgar de Arruda e irmão de Vicente Arruda.